# Charlie Spand
Charlie Spand (né le 8 mai 1893 - mort après 1958) est un pianiste et chanteur américain de blues et de boogie-woogie, connu pour son jeu de style « barrelhouse ». Il est considéré comme l'un des pianistes les plus influents des années 1920. On sait peu de choses sur sa vie en dehors de la musique et la totalité de ses enregistrements ne représente que 33 morceaux.

## Biographie
Il y a des spéculations sur le lieu de naissance de Charlie Spand. Certains prétendent qu'il est né à Ellijay, en Géorgie,, et une chanson qu'il a écrite, Alabama Blues, fait référence à sa naissance dans cette partie du pays. Divers historiens du blues citent les chansons Levee Camp Man et Mississippi Blues comme preuve de connections avec ces lieux. Selon les auteurs Bob Eagle et Eric LeBlanc, Spand serait né à Columbus, dans le Mississippi, en 1893.
Charlie Spand est l'un des pianistes de boogie-woogie, avec William Ezell et d'autres, qui jouent sur Brady Street et Hastings Street à Detroit, dans le Michigan, dans les années 1920. En 1929, Spand déménage à Chicago, dans l'Illinois, où il rencontre et commence à se produire avec Blind Blake.
Spand enregistre 25 chansons pour Paramount Records entre juin 1929 et septembre 1931. Les morceaux sont enregistrés à Richmond, dans l'Indiana, Chicago et Grafton, dans le Wisconsin. Les sessions de 1929 à Richmond produisent 7 enregistrements avec un accompagnement de guitare en plus du piano et du chant de Spand. La plupart d'entre eux sont directement attribués à Blake. Lors de l'enregistrement le plus remarquable de Spand, lui et Blake ont une petite conversation pendant l'interprétation de Hastings Street,. Un autre duo de ce type a eu lieu sur Moanin' the Blues.
Après une interruption dans sa carrière discographique, Spand enregistre ses 8 derniers morceaux en juin 1940 pour Okeh Records. Ils sont réalisés à Chicago, alors que Spand est accompagné par Little Son Joe et Big Bill Broonzy. Après ces enregistrements, plus aucune référence à Spand n'est trouvée. Bob Eagle et Eric LeBlanc écrivent que le musicien de blues Little Brother Montgomery aurait déclaré en 1958 que Spand vivait toujours à Chicago. Il a peut-être ensuite déménagé sur la côte ouest.
Tous les morceaux de Spand respectent un format de blues à 12 mesures, et la plupart utilisent une structure lyrique conventionnelle AAB. Selon Peter Muir, « Le style de chant de Spand est léger et intime, avec une diction claire. Ses chansons sont particulièrement remarquées pour leurs paroles, qui adaptent des éléments folkloriques de manière originale et poétique. Sur le plan pianistique, Spand alterne entre un boogie-woogie roulant doucement, généralement avec des octaves de huitièmes dans la basse, et une légère foulée ».
En 1992, Document Records publie The Complete Paramounts (1929–1931). Dreaming the Blues: The Best of Charlie Spand (2002) de Yazoo améliore la qualité sonore, mais sans l'ordre chronologique des pistes privilégié par Document.
Le morceau Back to the Woods de Spand est repris par Kokomo Arnold, Joan Crane, Rory Block et Chuck Leavell. Josh White reprend Good Gal de Spand. Sa chanson la plus célèbre, Soon This Morning, est le prototype du standard Early in the Morning de Sonny Boy Williamson I.

## Discographie

### Sélection de compilations
| Titre                                                      | Label            | Année |
| ---------------------------------------------------------- | ---------------- | ----- |
| The Complete Paramounts In Chronological Order (1929–1931) | Document Records | 1992  |
| Dreaming the Blues: The Best of Charlie Spand              | Yazoo Records    | 2002  |
| Good Gal                                                   | Suncoast         | 2015  |